# قيامة (فلم 2022)
القيامة (بالإنجليزية: Resurrection) هو فيلم إثارة نفسي أمريكي لعام 2022 من سيناريو وإخراج أندرو سيمانز، تم تصويره في ألباني، نيويورك، وتم عرضه لأول مرة في مهرجان صندانس السينمائي في 22 يناير 2022، وتم إصداره في الولايات المتحدة في 29 يوليو 2022.

## تمثيل
- ريبيكا هول بدور مارغريت
- تيم روث بدور ديفيد
- غريس كوفمان بدور آبي
- مايكل إسبر في دور بيتر
- أنجيلا وونغ كاربوني في دور غوين

## روابط خارجية
- مقالات تستعمل روابط فنية بلا صلة مع ويكي بيانات